# Club Deportivo Arturo Fernández Vial

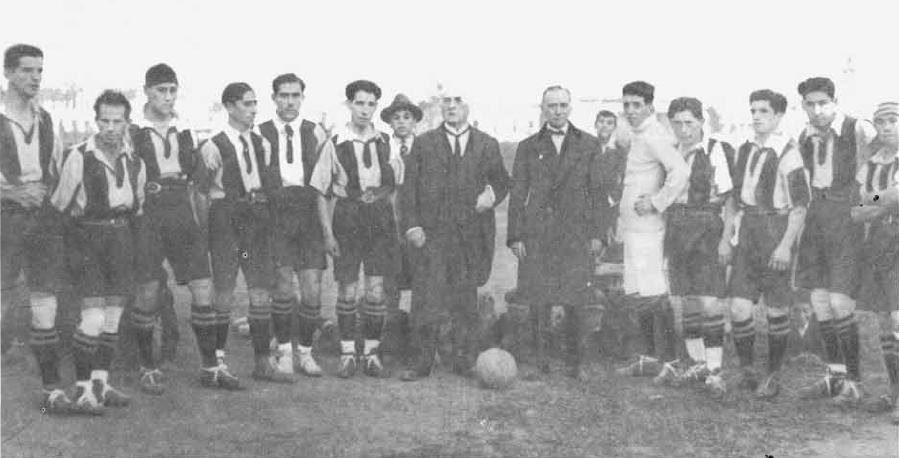
Selectie van 1910

Fernández Vial is een Chileense voetbalclub uit Concepción. De club werd opgericht op 15 juni 1906 en is daarmee een van de oudste clubs van het Zuid-Amerikaanse land.
Fernández Vial speelde negen seizoenen (1983-1984 en 1986-1992) in de hoogste afdeling van het Chileense voetbal, de Primera División. Sinds 2009 speelt de club in de op twee na hoogste divisie, de Tercera División. De traditionele rivaal is stadgenoot Deportes Concepción.

## Erelijst
- Segunda División

1982
- Tercera División

1981

## Bekende (oud-)spelers
- Rubén Dundo
- Mario Kempes
- Renan Miranda
- Luis Chavarría
- Eduardo Fournier
- Francisco Prieto
- Arturo Sanhueza
- Ronald Valladares
- Fernando Vergara
- Manuel Villalobos
- Richard Zambrano
- Edgardo Abdala
- Nelson Acosta
- Gustavo Biscayzacu